# Локтионов, Максим Викторович
Макси́м Ви́кторович Локтио́нов (род. 1 сентября 1988, Кузнецк) — российский актёр театра и кино, театральный режиссёр, радиоведущий.

## Биография
Максим Локтионов родился в городе Кузнецке Пензенской области, РСФСР, СССР, 1 сентября 1988 года.
Во время школьной учёбы занимался в театральном кружке, где активно и весьма успешно участвовал в детских спектаклях. Вопрос о будущей профессии был решён. В 2006 году поступил на театральный факультет Саратовской консерватории в мастерскую Народного артиста России Григория Аредакова.
Осенью 2008 года Максима пригласили сняться в главной роли в фильме «Книга мастеров» компании Walt Disney Pictures на студии Никиты Михалкова «ТриТэ». Он сыграл роль сироты Ивана, камнереза, а 29 октября 2009 года фильм вышел на экраны.
О кастинге на роль Ивана Максим рассказывает:

Женщина, которая занималась подбором актёров для этого фильма, видимо, «отчаявшись» найти подходящих людей в Москве, поехала в провинцию по театральным институтам, в том числе и на наш факультет. После того, как нас здесь посмотрели, фотографировали, мне позвонили и пригласили уже в Москву. Это было как раз после сдачи летней сессии и у меня как раз было свободное время. Там я прошёл отборочный тур — меня попросили показать несколько этюдов на «органичное проживание» в паре с Марией Андреевой, которая к тому времени уже была утверждена на главную женскую роль. Затем уехал домой, где и пребывал две недели в томительном ожидании. Я ждал, ждал… И, наконец-то, позвонили, сказали, что нужно ещё раз приехать и пройти уже сцену из самой сказки в костюмах и перед камерой. Это был первый опыт работы перед камерой, было очень волнующе и интересно, может быть поэтому открылись во мне какие-то скрытые резервы (смеётся). После этого я вновь уехал домой и ещё через две недели мне позвонили и сказали: "Вы утверждёны на главную роль, потрудитесь приехать… "

В 2010 году Максим окончил театральный факультет Саратовской государственной консерватории имени Л. В. Собинова и был принят в труппу Саратовского академического театра драмы имени И. А. Слонова.
С 2011 года — ведущий на радио «Юмор FM — Саратов».
25 сентября 2015 года актёр принял участие в театрализованных онлайн-чтениях произведений А. П. Чехова «Чехов жив».
14 июля 2018 года женился на коллеге по спектаклю «Ромео и Джульетта» — Екатерине Дудченко.

## Творческая деятельность

### Фильмография
- 2009 — «Книга мастеров» — Иван, сирота, камнерез

### Театральные работы

#### Дипломный спектакль
- «Месяц в деревне. Сцены» (по пьесе И. С. Тургенева, режиссёр: Григорий Аредаков) — Алексей Николаевич Беляев[2]

#### Саратовский академический театр драмы имени И. А. Слонова
- 2010 — «Гамлет» по пьесе Уильяма Шекспира. Режиссёр: Марина Глуховская — Озрик
- 2010 — «Преступление и наказание» по роману Фёдора Михайловича Достоевского. Режиссёр: Марина Глуховская — Миколка
- 2010 — «Город ангелов» по пьесе Игоря Игнатова. Режиссёр: Даниил Безносов — Егор в молодости
- 2010 — «Сказка про Щелкунчика и Мышиного короля» по сказке Э. Т. А. Гофмана. Режиссёр: Антон Коваленко — Щелкунчик, Принц
- 2010 — «Женитьба» по пьесе Николая Васильевича Гоголя. Режиссёр: Антон Коваленко — Ряженый
- 2010 — «Ночь ошибок» по комедии Оливера Голдсмита. Режиссёр: Римма Белякова — Завсегдатай трактира
- 2011 — «В некотором царстве…» по мотивам русских народных сказок. Режиссёр: Юрий Кудинов — Емеля-Дурак
- 2012 — «Жестокие игры» по пьесе Алексея Арбузова. Режиссёр: Евгений Марчелли — Никита Лихачёв
- 2012 — «Чудеса в зимнем лесу» по пьесе Владимира Лесового Режиссёр: Игорь Баголей — Принц
- 2013 — «Спящая красавица» по сказке Чарльза Уэя. Режиссёр: Игорь Баголей — Принц Оуэн[3]
- 2013 — «Класс Бенто Бончева» по пьесе Максима Курочкина. Режиссёр: Михаил Угаров — Студент
- 2013 — «Антигона» по пьесе Жана Ануя. Режиссёр: Ольга Харитонова — Гемон
- 2013 — «Настоящая комедия» по пьесе Ноэла Кауарда. Режиссёр: Сергей Стеблюк — Роланд Моул
- 2013 — «Иван-Богатырь и Свет-Луна» по мотивам русских народных сказок. Режиссёр: Даниил Безносов — Старик-сказочник
- 2014 — «Розовый бантик» по сказке Ксении Степанычевой. Режиссёр: Сергей Захарин — Лунный свет
- 2014 — «Свирели из карамели» по сказке Игоря Игнатова. Режиссёры: Игорь Игнатов и Максим Локтионов
- 2014 — «Все мои сыновья» по пьесе Артура Миллера. Режиссёр: Николай Дручек — Джордж Дивер
- 2014 — «Прошу театр не посещать» (идея и воплощение: Ольга Харитонова)
- 2014 — «Вверх тормашками» по пьесе Ксении Драгунской. Режиссёр: Любовь Баголей — Разбойник
- 2015 — «Кабала святош» по пьесам Михаила Булгакова и Мольера. Режиссёр: Марина Глуховская — Максимилиан Ренэ
- 2015 — «Мой бедный Марат» по пьесе Алексея Арбузова. Режиссёр: Владимир Берзин — Марат